# ウディ・アレンのザ・フロント
『ウディ・アレンのザ・フロント』（The Front）は、1976年制作のアメリカ映画。ウディ・アレン主演、マーティン・リット監督による社会派コメディ。脚本は下院非米活動委員会によってブラックリストに載ったウォルター・バーンスタイン。監督のマーティン・リット、出演のゼロ・モステル、ハーシェル・バーナルディ、ロイド・ガウらが同じようにブラックリストに載った経歴を持つことで話題を呼んだ。映画のロケ地はニューヨーク。

## プロット
舞台は1950年代初頭のニューヨーク。かつてハリウッドで活躍していた脚本家たちも、テレビドラマの脚本を手がけるようになり、ニューヨークの放送局などで働きはじめていた。しかし、その中の一人、アルフレッド・ミラーは、既に共産主義者あるいは同調者の名前を集めたブラックリストに載っており、テレビの仕事ができなくなっていた。
ある日、いきつけの店のマスター、ハワード・プリンス（ウディ・アレン）に名前を貸してほしいと依頼する。ハワードが代理となり、数名のブラックリストに掲載されている脚本家仲間が書いた脚本のために名前を貸す。プロの脚本家が書いた台本によるドラマは好評を得て、ハワードは一躍人気者になる。やがて調査スタッフは、ハワードに目をつけ、非米活動委員会に召喚する。

## キャスト
- ウディ・アレン - ハワード・プリンス（飲食店のマスター）
- ゼロ・モステル - ヘッキー・ブラウン（ボードビリアン）
- マイケル・マーフィー - アルフレッド・ミラー（ハワードの友人の脚本家）
- アンドレア・マルコヴィッチ - フローレンス・バレット
- ダニー・アイエロ - ダニー・ラガトゥータ
- ハーシェル・バーナルディ - フィル・サスマン
- レマク・ラムゼイ - ヘネシー

## オープニングとエンドロール
- 映画のオープニングには、赤狩りの先頭にたったジョセフ・マッカーシー議員の1953年9月29日の結婚式や[1]、『アトミック・カフェ』にも描かれている核攻撃に備えた民間防衛の避難訓練のフィルム、朝鮮戦争中に瀕死になった米兵、ジョー・ディマジオとマリリン・モンローの記録フィルムなどが流れる。
- オープニングとエンドロールの初めの部分では、フランク・シナトラの「ヤング・アット・ハート」が流れる。この曲は、1953年にヒットし、ゴードン・ダグラス監督、ドリス・デイ主演の映画「ヤング・アット・ハート」（1954年）の主題歌となったもの。『ジェシカ・ラングのスウィート・ドリーム』（1985年）、ニコラス・ケイジの『あなたに降る夢』（1994年）、クリント・イーストウッド主演・監督の『スペース・カウボーイ』（2000年）にも使われている[2]。
- エンディングのスタッフ、キャストのクレジットの中で赤狩りのブラックリストに掲載された人については、それが何年であったかが表示される。

## エピソード
- ハワードは左翼ではないが、根強い人気のあった左翼歌手のポール・ロブソンのコンサートに好きな女性を誘うなど、複雑な当時の雰囲気が反映されている。
- ゼロ・モステルは、1952年1月29日と1955年10月14日に非米活動委員会で証言している。この映画が公開された翌年の1977年9月8日にフィラデルフィアの病院で亡くなった[3]。

## 各賞ノミネート
- 1977年全米脚本家組合最優秀脚本賞受賞ノミネート - ウォルター・バーンスタイン
- 1977年アカデミー賞最優秀脚本賞受賞ノミネート - ウォルター・バーンスタイン
- 1977年ゴールデングローブ賞　最優秀映画新人女優賞ノミネート - アンドレア・マルコヴィッチ
- 1978年英国アカデミー賞最優秀助演男優賞ノミネート - ゼロ・モステル

## 注
1. ↑  英語版Joseph McCarthy参照。
2. ↑  英語版Young at Heart参照。
3. ↑  英語版Zero_Mostel参照。